# ساكاي
ساكاي (بالإنجليزية: Sakai, Osaka)‏ هي مدن مختارة من قبل الحكومة (اليابان) تقع في اليابان في أوساكا (محافظة). يقدر عدد سكانها بـ 842,760 نسمة .

## المدن التوأمة
مدينة ويلينغتون هي مدينة توأمة لـساكاي.

## أعلام
- سين نو ريكيو
- تويوكو ياماساكي
- اسونا تاناكا
- ميزوهو ساكاغوتشي
- أكيكو يوسانو